# Rugby Mogliano 2015-2016

## Rosa
Fonte rosa e statistiche giocatori: It's Rugby

## Eccellenza 2015-16

### Stagione regolare
| Incontro              | Andata        | Ritorno |
| --------------------- | ------------- | ------- |
| San Donà — Mogliano   | 20-0 (a tav.) | 5-15    |
| Mogliano — Viadana    | 33-21         | 24-19   |
| L’Aquila — Mogliano   | 26-36         | 0-66    |
| Mogliano — S.S. Lazio | 40-5          | 27-13   |
| Mogliano — Rovigo     | 23-22         | 16-21   |
| Fiamme Oro — Mogliano | 15-16         | 13-10   |
| Mogliano — Calvisano  | 14-24         | 5-23    |
| Lyons — Mogliano      | 3-43          | 12-56   |
| Mogliano — Petrarca   | 19-17         | 33-5    |

#### Risultati della stagione regolare
| Posizione | G  | V  | N | P | PF  | PS  | DP   | B | Pen | Pt |
| --------- | -- | -- | - | - | --- | --- | ---- | - | --- | -- |
| 4ª        | 18 | 13 | 0 | 5 | 476 | 264 | +212 | 8 | 4   | 56 |

### Fase finale
| Turno | Incontro          | Andata | Ritorno |
| ----- | ----------------- | ------ | ------- |
| SF    | Mogliano — Rovigo | 10-13  | 17-34   |

## Qualifying Competition 2015-16

### Prima fase

#### PoolA
| Incontro                 | Risultato |
| ------------------------ | --------- |
| Fiamme Oro — Mogliano    | 19-0      |
| Mogliano — Heidelberg RK | 26-32     |
| Mogliano — Valladolid    | 10-22     |
| Rovigo — Mogliano        | 32-13     |

#### Risultati dellapoolA
| Posizione | G | V | N | P | PF | PS  | DP  | B | Pt |
| --------- | - | - | - | - | -- | --- | --- | - | -- |
| 3ª        | 4 | 0 | 0 | 4 | 49 | 105 | -56 | 2 | 2  |

## Verdetti
- Mogliano qualificato alla European Rugby Continental Shield 2016-2017